# 미조구치 케이지
미조구치 케이지(일본어: 溝口ケージ 미조구치 케이지[*])는 일본의 남성 일러스트레이터이자 크리에이터이다. 라이트노벨 《사쿠라장의 애완 그녀》로 유명한 일러스트레이터이다.

## 라이트 노벨
- 사쿠라장의 애완 그녀
- 청춘 돼지는 바니걸 선배의 꿈을 꾸지 않는다
- 청춘 돼지는 로지컬 마녀의 꿈을 꾸지 않는다